# Liste der Kreisstraßen im Landkreis Ostallgäu
Die Liste der Kreisstraßen im Landkreis Ostallgäu ist eine Auflistung der Kreisstraßen im bayerischen Landkreis Ostallgäu mit deren Verlauf.

## Abkürzungen
- A: Kreisstraße im Landkreis Augsburg
- GAP: Kreisstraße im Landkreis Garmisch-Partenkirchen
- KF: Kreisstraße in der kreisfreien Stadt Kaufbeuren
- LL: Kreisstraße im Landkreis Landsberg am Lech
- MN Kreisstraße im Landkreis Unterallgäu
- OA: Kreisstraße im Landkreis Oberallgäu
- OAL: Kreisstraße im Landkreis Ostallgäu
- WM: Kreisstraße im Landkreis Weilheim-Schongau
- St: Staatsstraße in Bayern

## Liste
Nicht vorhandene bzw. nicht nachgewiesene Kreisstraßen werden in Kursivdruck gekennzeichnet, ebenso Straßen und Straßenabschnitte, die unabhängig vom Grund (Herabstufung zu einer Gemeindestraße oder Höherstufung) keine Kreisstraßen mehr sind.
Der Straßenverlauf wird in der Regel von Nord nach Süd und von West nach Ost angegeben.
| Nr. OAL | Verlauf |
| ------- | --- |
| OAL 1   | (OA 8 im Landkreis Oberallgäu) – Kreisgrenze – Nesselwang-Reichenbach – St 2520 in Nesselwang-Im Gern – OAL 23 in Nesselwang-Lachen – Nesselwang-Attlesee – Rückholz-Lerchegg – Rückholz-Guggemoosen – Seeg-Allgäuer Hof - St 2008 in Seeg-Rothelebuch – Seeg - Seeg-Hitzleried - Seeg-Burk – Seeg-Hintersulzberg – Seeg-Sulzberg – Roßhaupten-Vordersulzberg – in Roßhaupten – Roßhaupten-Tiefenbruck - Halblech-See - Halblech-Kniebis – Halblech-Rauhenbichl - Halblech-Pfefferbichl - Halblech-Berghof - Halblech-Hafenfeld – |
| OAL 2   | St 2520 in Pfronten-Ried – Pfronten-Meilingen – St 2521 – Pfronten-Kranzegg - Pfronten-Geigerhof - Eisenberg-Zell – Eisenberg – St 2008 in Eisenberg-Osterreuten – St 2008 in Hopferau-Schraden – Hopferau-Lehern – Hopferau-Hinterberg – Hopferau-Dornach – Hopferau-Bach - OAL 21 in Hopferau-Riederwies – in Füssen-West |
| OAL 3   | (MN 28 im Landkreis Unterallgäu) – Kreisgrenze – in Baisweil-Lauchdorf – OAL 6 in Baisweil – OAL 12 in Eggenthal – Eggenthal-Romatsried – Friesenried-Blöcktach – St 2055 in Friesenried – Friesenried-Bartholomä - Friesenried-Salenwang – Aitrang-Huttenwang – Aitrang-Umwangs – Aitrang-Stockacker - OAL 5 in Aitrang – Aitrang-Kirnachhof – Unterthingau-Heuwang - OAL 10 in Unterthingau – OAL 7 in Unterthingau-Oberthingau – Unterthingau-Eichelschwang - Unterthingau-Ried - Görisried-Durber - OAL 24 in Görisried – OAL 27 in Görisried-Hasenmahd – Görisried-Hagelschwand - Görisried-Gunzenreute - Kreisgrenze – (OA 11 im Landkreis Oberallgäu) |
| OAL 4   | in Biessenhofen-Hörmanshofen – Biessenhofen-Ottilienberg - Bidingen-Bernbach – OAL 8 in Bidingen – Bidingen-Tremmelschwang – Osterzell-Ödwang – Osterzell-Salabeuren – St 2014 in Osterzell-Oberzell |
| OAL 5   | (MN 31 im Landkreis Unterallgäu) – Untrasried-Kuisler - Obergünzburg-Freien – Obergünzburg-Berg – St 2012 in Obergünzburg – … – St 2012 in Günzach – Günzach-Marxer - Günzach-Ziegelhütte - Günzach-Ohneberg - Aitrang-Binnings – Aitrang-Görwangs – Aitrang-Steigeleböck – Aitrang-Sommer - OAL 3 in Aitrang – Aitrang-An der Säge - Ruderatshofen-Am Wehr - OAL 7 in Ruderatshofen – Ruderatshofen-Heimenhofen - Biessenhofen-Ebenhofen – in Biessenhofen-Altdorf – in Biessenhofen-Bertoldshofen |
| OAL 6   | OAL 3 in Baisweil – Baisweil-Burgösch - in Pforzen-Ingenried – … – in Pforzen – OAL 13 in Pforzen – OAL 26 in Pforzen – in Germaringen-Obergermaringen – St 2055 in Germaringen-Obergermaringen – OAL 16 in Westendorf-Dösingen – St 2035 in Kaltental-Blonhofen |
| OAL 7   | OAL 3 in Unterthingau-Oberthingau – Unterthingau-Eschenau - Marktoberdorf-Engratsried – in Marktoberdorf-Hörtnagel - / in Marktoberdorf – Marktoberdorf-Ennenhofen - Ruderatshofen-Geisenhofen – OAL 10 in Ruderatshofen-Immenhofen – OAL 5 in Ruderatshofen – Ruderatshofen-Hiemenhofen - Ruderatshofen-Leichertshofen - Ruderatshofen-Apfeltrang – Kreisgrenze – (KF 7 in Kaufbeuren) |
| OAL 8   | OAL 16 in Stöttwang-Gennachhausen – Stöttwang-Hammerschmiede – OAL 4 in Bidingen – Bidingen-Weiler – Bidingen-Kalvarienberg - Bidingen-Geislatsried – in Bidingen-Ob – in Rettenbach a. Auerberg-Frankau – Sonneckhof – Rettenbach a. Auerberg – Kreisgrenze – (WM 2 im Landkreis Weilheim-Schongau) – Kreisgrenze – St 2059 in Lechbruck a. See – ... – (WM 21 im Landkreis Weilheim-Schongau) – Kreisgrenze – Halblech-Schlöglmühle – Halblech-Küchele – Halblech-Achmühle – Halblech-Stockingen - in Halblech |
| OAL 9   | in Stötten a. Auerberg – Stötten a. Auerberg-Unterkehlen – Stötten a. Auerberg-Oberkehlen – Stötten a. Auerberg-Bichel - Stötten a. Auerberg-Hofen – Stötten a. Auerberg-Weghof - Stötten a. Auerberg-Salchenried – Kreisgrenze – (WM 20 im Landkreis Weilheim-Schongau) |
| OAL 10  | (OA 18 im Landkreis Oberallgäu) – Kreisgrenze – Kraftisried-Mangenhalde - Kraftisried-Öschle - /St 2012 in Kraftisried-Luitzenmühle – Unterthingau-Jägermühle - OAL 3 in Unterthingau – Unterthingau-Hintermoos - Marktoberdorf-Geisenried – in Marktoberdorf-Hörtnagel – in Marktoberdorf-Geisenried - OAL 7 in Ruderatshofen-Immenhofen |
| OAL 11  | (MN 5 im Landkreis Unterallgäu) – Kreisgrenze – Eggenthal-Lausbihl – OAL 12 in Eggenthal-Bayersried – Eggenthal-Linden - Eggenthal-Webams – Eggenthal-Völken – Eggenthal-Beschaunen – Obergünzburg-Obermelden – Obergünzburg-Waldmann - Obergünzburg-Willofs – Obergünzburg-Burg - St 2055 in Obergünzburg |
| OAL 12  | OAL 11 in Eggenthal-Bayersried – Eggenthal-Wurmannswies - Grub – Eggenthal-Steig - OAL 3 in Eggenthal – Eggenthal-Schleifmühle – Irsee-Wielen - Irsee – |
| OAL 13  | (MN 1 im Landkreis Unterallgäu) – Kreisgrenze – Rieden – OAL 14 in Pforzen/Rieden-Zellerberg – OAL 6 in Pforzen |
| OAL 14  | OAL 13 in Pforzen/Rieden-Zellerberg – OAL 5 in Germaringen-Untergermaringen |
| OAL 15  | /St 2035 in Jengen – OAL 17 in Jengen – OAL 15 in Germaringen-Ketterschwang – OAL 14 in Germaringen-Untergermaringen – St 2055 in Germaringen-Obergermaringen |
| OAL 16  | St 2035 in Buchloe-Lindenberg – OAL 17 in Jengen-Weinhausen – OAL 17 in Weicht – Jengen-Beckstetten – OAL 15 in Germaringen-Ketterschwang – Oberostendorf-Gutenberg – St 2055 in Westendorf – OAL 6 in Westendorf-Dösingen – Stöttwang-Linden – St 2014 in Stöttwang-Thalhofen a. d. Gennach – Stöttwang-Goldgrube - Stöttwang-Reichenbach – OAL 8 in Stöttwang-Gennachhausen – Mauerstetten-Frankenried – Kreisgrenze – (KF 16 in Kaufbeuren) |
| OAL 17  | (MN 29 im Landkreis Unterallgäu) – Kreisgrenze – OAL 16 in Jengen-Weicht – OAL 15 in Jengen – ... – St 2035 in Jengen – Jengen-In der Eige - OAL 18 in Waal – OAL 18 in Waal-Gut Haspelweiher - Waal-Waalhaupten – St 2055 in Oberostendorf-Lengenfeld |
| OAL 18  | (MN 10 im Landkreis Unterallgäu) – Kreisgrenze – OAL 19 in Buchloe – St 2035 in Buchloe – in Buchloe – Buchloe-Im Kreuzacker - Buchloe-Honsolgen – Waal-Bronnen – OAL 17 in Waal – OAL 17 in Waal-Gut Haspelweiher - Kreisgrenze – (LL 16 im Landkreis Landsberg am Lech) |
| OAL 19  | (MN 2 im Landkreis Unterallgäu) – Kreisgrenze – OAL 18 in Buchloe |
| OAL 20  | (A 7 im Landkreis Augsburg) – Kreisgrenze – Lamerdingen-Schmidhof - St 2035 in Lamerdingen – Lamerdingen-Kleinkitzighofen – OAL 25 in Lamerdingen-Großkitzighofen – Kreisgrenze – (LL 22 im Landkreis Landsberg am Lech) |
| OAL 21  | OAL 2 in Hopferau-Riederwies – Füssen-Niederried - St 2521 |
| OAL 22  | (WM 3 im Landkreis Weilheim-Schongau) – Kreisgrenze – Lechbruck a. See-Klausmen – St 2059 in Lechbruck a. See-Forsthof |
| OAL 23  | in Marktoberdorf-Thalhofen a. d. Wertach – Marktoberdorf-Schweinberg - Marktoberdorf-Leuterschach – Marktoberdorf-Ronried – Marktoberdorf-Ziegler - Marktoberdorf-Krieger - OAL 24 in Wald – Wald-Hofen – Wald-Wimberg – Wald-Häusern – Wald-Klosterhof – Wald-Gemmels - Wald-Geigers - Rückholz-Kessa – Rückholz-Unterprost – Rückholz – Rückholz-Holz – OAL 1 in Nesselwang-Lachen – Nesselwang-Thal - Nesselwang-Zillhalde - Nesselwang-Am Mühlbach - St 2520 in Nesselwang-Mittlerer Markt |
| OAL 24  | OAL 3 in Görisried – Wald-Barnstein - Wald-Herings – OAL 23 in Wald – Wald-Wetzlers – Wald-Holzmanns – Wald-Öbele – Lengenwang-Albisried – Lengenwang-Bichels - Lengenwang-Reuthe - St 2008 in Lengenwang |
| OAL 25  | (A 18 im Landkreis Augsburg) – Kreisgrenze – OAL 20 in Lamerdingen-Großkitzighofen |
| OAL 26  | OAL 6 in Pforzen – Kreisgrenze – (KF 26 in Kaufbeuren) |
| OAL 27  | OAL 3 in Görisried-Hasenmahd – Görisried-Hagelschwand - Kreisgrenze – (OA 34 im Landkreis Oberallgäu) |

## Quelle
OpenStreetMap: Landkreis Ostallgäu – Landkreis Ostallgäu im OpenStreetMap-Wiki